# 조한 (가수)

조한(본명: Lawrence Cho, 로렌스 조, 1973년 11월 10일 ~ )은 대한민국의 가수이다..  2001년 서울 배호 가요제 대상 수상후 2002년 1집 한,중,일 3개국어 버전의 "거짓말쟁이"  라는 트로트 곡으로 데뷔

## 데뷔
- 2002년 1집 앨범 한,중,일 3개국어 버젼 [거짓말쟁이]

## 음반
- 2002년 1집 한,중,일 3개국어 버젼 거짓말쟁이 / 이슬비속에 / 당신정말나뻐 / 빗물의부르스 / 강물처럼
- 2004년 Single 첫느낌

## 대표곡
- 거짓말쟁이
- 이슬비속에
- 당신정말나뻐
- 첫느낌

## 수상
- 2001년 서울 배호 가요제 대상 수상